# Titularbistum Mossyna
Mossyna (ital.: Mossina) ist ein Titularbistum der römisch-katholischen Kirche.
Es geht zurück auf einen untergegangenen Bischofssitz in der gleichnamigen antiken Stadt, die in der Spätantike politisch der römischen Provinz Phrygia Pacatiana (heute westliche Türkei) zugehörig war. Der Bischofssitz war der Kirchenprovinz Hierapolis in Phrygia zugeordnet.
| Titularbischöfe von Mossyna |                                        |                                                                       |                  |                 |
| Nr.                         | Name                                   | Amt                                                                   | von              | bis             |
| 1                           | Atanasio Celestino Jáuregui y Goiri CP | Apostolischer Vikar von San Gabriel de la Dolorosa del Marañón (Peru) | 3. Juni 1936     | 30. August 1957 |
| 2                           | Oscar Sevrin SJ                        | emeritierter Bischof von Raigarh-Ambikapur (Indien)                   | 8. November 1957 | 1. Mai 1975     |